# クライド・クサツ
クライド・クサツ（Clyde Kusatsu, 1948年11月13日 - ）は、アメリカ合衆国ハワイ州ホノルル生まれの日系人俳優。

## 来歴
ハワイのホノルル生まれ。高校卒業後は本土へ移り、ノースウェスタン大学に在学して演劇を専攻する。大学を卒業後はテレビや舞台などに出始める。もっぱら脇役が主だが、デビューから現在に至るまでの出演したテレビ、映画の数は200本以上にのぼる。
演じる役柄としては主に裁判所の判事や医師、ビジネスマンに刑事や牧師、教師など知的で中流階級的なものが多い。テレビシリーズにも数多く出演していて、中にはレギュラー出演もいくつかあり、韓国系アメリカ人コメディアンのマーガレット・チョーが主演したアメリカ初のアジア系アメリカ人の家庭を描くシチュエーションコメディ『All-American Girl』では一家の大黒柱を好演。2013年にはキアヌ・リーブスが忠臣蔵を題材にした時代劇への主演で話題になった『47RONIN』へも役人役で出演しており、『轟轟戦隊ボウケンジャー』などの日本人俳優の出合正幸や菊地凛子らとも共演した。また同年、俳優組合のロサンゼルス支部SAG-AFTRA’s Los Angeles Localのメンバー選挙の結果、多数の得票を経て会長へ就任した。
近年ではいくつかのYouTubeチャンネルへゲストとしても出演し、これまでのキャリアを語っていることも多い。中でも三船敏郎とはこれまで『ミッドウェイ』と『最後のサムライ/ザ・チャレンジ』で2度共演しており、後年NHKの番組でインタビューのオファーがあった際に同番組の出演者だった三船の娘の三船美佳と話す機会があったという。その際、美佳に父親と二度共演したことを話すと、美佳から生前の三船よりクサツのことを大変評価していたと明かされたことを語っている。
現在はゲイルと言う名の女性と結婚しており、ケビンとアンドリューという息子が2人いる。

## 高野虎市
往年の喜劇俳優であるチャーリー・チャップリンの秘書であった日本人の高野虎市には造詣と興味が深く、2006年に女優の黒柳徹子が名誉会長を務める「日本チャップリン協会」主催のチャップリンと日本を議論する国際会議のために来日して、京都や奈良で講演を行っている。そして高野虎市プロジェクトと称された試みの一環として、チャップリン研究者の第一人者である大野裕之監修の元、『高野虎市を探して』と題された短編ドキュメンタリーの監督も務めている。また、高野虎市についての研究の第一人者としてNHKで製作されたドキュメンタリーにおいてレポーターの中村獅童によるインタビューやTBS系のクイズ番組『日立 世界・ふしぎ発見!』などでもインタビューを受けている。

## 出演作品

### 映画
| 公開年 | 邦題 原題                                                             | 役名                   | 備考           |
| ------ | --------------------------------------------------------------------- | ---------------------- | -------------- |
| 1976   | さらばマンザナール収容所 Farewell to Manzanar                         | テディ・ワカツキ       | テレビ映画     |
| 1976   | ミッドウェイ Midway                                                   | 渡辺安次中佐           |                |
| 1977   | ブラック・サンデー BLack Sunday                                       | 貨物船の船長           |                |
| 1977   | クワイヤボーイズ The Choirboys                                        | フランシス・タナグチ   |                |
| 1978   | 戦場 Go Tell the Spartans                                             | ミン                   |                |
| 1979   | フリスコ・キッド The Frisco Kid                                       | ミスター・ピン         |                |
| 1979   | メテオ Meteor                                                         | ヤマシロ               |                |
| 1981   | カリフォルニア・ドールズ ...All the Marbles                           | クライド・ヤマシト     |                |
| 1982   | 最後のサムライ/ザ・チャレンジ The Challenge                           | ゴウ                   |                |
| 1982   | 大狂乱 Lookin' to Get Out                                             | 駐車監視員             |                |
| 1985   | ピース・フォース Volunteers                                           | Souvanna               |                |
| 1986   | 上海サプライズ Shanghai Surprise                                      | ジョー・ゴー           |                |
| 1986   | ジュリーの危険な午後 Intimate Encounters                              | イケダ教授             | テレビ映画     |
| 1987   | ミストレス/夢の果て The Mistress                                      | ミキ                   | テレビ映画     |
| 1988   | 走れ!デビッド Run Till You Fall                                       | フジモト               | テレビ映画     |
| 1989   | ロード・レイダーズ The Road Raiders                                   | シモト                 | テレビ映画     |
| 1989   | ターナー&フーチ/すてきな相棒 Turner & Hooch                           | ケヴィン・ウィリアムス |                |
| 1989   | メディカル・レッスン/青春解剖学 Gross Anatomy                         | 教授                   |                |
| 1990   | バード・オン・ワイヤー Bird on a Wire                                 | ミスター・タカワキ     |                |
| 1990   | L.A. スクワッド/男たちの闘争2 The Line of Duty: A Cop for the Killing | マツモ                 | テレビ映画     |
| 1991   | 美しき容疑者/海に消えた真実 And the Sea Will Tell                     | エノキ                 | テレビ映画     |
| 1991   | パーフェクト・ウェポン The Perfect Weapon                             | ウォン刑事             |                |
| 1993   | ドラゴン/ブルース・リー物語 Dragon: The Bruce Lee Story               | 歴史教師               |                |
| 1993   | ホット・ショット2 Hot Shots! Part Deux                                | ソト首相               | クレジットなし |
| 1993   | メイド・イン・アメリカ Made in America                                | ボブ・タカシマ         |                |
| 1993   | ザ・シークレット・サービス In the Line of Fire                        | ジャック・オクラ       |                |
| 1993   | ライジング・サン Rising Sun                                           | タナカ                 |                |
| 1994   | 水曜日に抱かれる女 Dream Lover                                        | クリタ判事             |                |
| 1995   | 地獄の穴 Decibstructing Sarah                                         | オカワ刑事             | テレビ映画     |
| 1995   | トップ・ドッグ Top Dog                                                | ケン・キャラハン       |                |
| 1996   | スパイ・ハード Spy Hard                                               | ノギン                 |                |
| 1998   | GODZILLA Godzilla                                                     | 日本の漁船の船長       |                |
| 1998   | バビロン5/遺物 Babylon 5: Thirdspace                                  | ビル・モリシ           | テレビ映画     |
| 1999   | アメリカン・パイ American Pie                                         | 英語教師               |                |
| 2000   | O.J. シンプソン裁判 American Tragedy                                  | ランス・イトウ判事     | テレビ映画     |
| 2001   | ドクター・ドリトル2 Dr. Doolittle 2                                   | ハチ                   | 声の出演       |
| 2003   | 歌う大捜査線 Singing Detective                                        | 日本の博士             |                |
| 2003   | 16歳の合衆国 The United States of Leland                              | 判事                   |                |
| 2003   | ハリウッド的殺人事件 Hollywood Homicide                               | Coroner Chung          |                |
| 2005   | ザ・インタープリター The Interpreter                                  | リー・ウー警察署長     |                |
| 2005   | Shopgirl/ 恋の商品価値 Shopgirl                                       | ミスター・アガサ       |                |
| 2007   | 爆発感染 レベル5 Pandemic                                             | ケンジ・イトウ博士     | テレビ映画     |
| 2008   | Harold & Kumar Escape from Guantanamo Bay                             | ミスター・リー         |                |
| 2009   | わすれた恋のはじめかた Love Happiness                                 | タクシー運転手         |                |
| 2012   | チョコレートドーナツ Any Day Now                                      | 医師                   |                |
| 2013   | フェイス・オブ・ラブ The Face of Love                                 | 寿司職人               |                |
| 2013   | 47RONIN 47 Ronin                                                      | 酔った役人             |                |
|        |                                                                       |                        |                |

### テレビシリーズ
| 放映年      | 邦題 原題                                                            | 役名                                                                 | 備考         |
| ----------- | -------------------------------------------------------------------- | -------------------------------------------------------------------- | ------------ |
| 1973-1975   | 燃えよ! カンフー Kung Fu                                             |                                                                      | 5エピソード  |
| 1973-1982   | マッシュ M*A*S*H                                                     |                                                                      | 4エピソード  |
| 1974        | 鬼警部アイアンサイド Ironside                                        |                                                                      | 1エピソード  |
| 1974        | マニックス Mannix                                                    | 公使館員                                                             | 1エピソード  |
| 1976        | ハワイ5-0 Hawaii Five-O                                              | ジェリー・クアン                                                     | 1エピソード  |
| 1977        | ロックフォードの事件メモ The Rockford Files                          | Nguyen                                                               | 1エピソード  |
| 1977,1981   | ドクター刑事クインシー Quincy M.E.                                   |                                                                      | 2エピソード  |
| 1980-1986   | 私立探偵マグナム Magnum, P.I.                                        |                                                                      | 7エピソード  |
| 1982-1983   | Bring 'Em Back Alive                                                 | アリ                                                                 | 14エピソード |
| 1984        | 女刑事キャグニー&レイシー Cagney & Lacey                             | ラウリーノ                                                           | 1エピソード  |
| 1985        | ダラス Dallas                                                        | アルバート・マツダ                                                   | 1エピソード  |
| 1985        | パトカーアダム30 T.J. Hooker                                         | トラン・タン                                                         | 1エピソード  |
| 1985-1986   | 冒険野郎マクガイバー MacGyver                                        |                                                                      | 2エピソード  |
| 1986        | ヒッチコック劇場 Alfred Hitchcock Presents                           | 刑事                                                                 | 1エピソード  |
| 1986        | アルフ Alf                                                           | スカイダイバー                                                       | エピソード   |
| 1987        | ダイナスティ Dynasty                                                 | チェン博士                                                           | 2エピソード  |
| 1987        | L.A.ロー 七人の弁護士 L.A. Law                                       | 裁判官T.S. 増岡                                                      | 1エピソード  |
| 1989-1990   | Island Son                                                           | ケンジ・フシダ博士                                                   | 18エピソード |
| 1989-1994   | 新スタートレック Star Treck: The Next Generation                     | ナカムラ提督                                                         | 3エピソード  |
| 1992,1999   | ビバリーヒルズ高校白書 Beverly Hills, 90210                          |                                                                      | 2エピソード  |
| 1993        | 新スーパーマン Lois & Clark: The New Adventures of Superman          | Public Affairs Officer                                               | 1エピソード  |
| 1994-1995   | All-American Girl                                                    | ベニー・キム                                                         | 18エピソード |
| 1994,1997   | 炎のテキサス・レンジャー Walker, Texas Ranger                        |                                                                      | 2エピソード  |
| 1996        | マーダー・ワン Murder One                                            | ヤマシタ博士                                                         | 1エピソード  |
| 1997        | サンフランシスコの空の下 Party of Five                               | マイケル・A・カツ判事                                                | 1エピソード  |
| 1998        | シカゴ・ホープ Chicago Hope                                          | フランク・フェルトン                                                 | 1エピソード  |
| 1998,2001   | ザ・プラクティス ボストン弁護士ファイル The Practice                 | スティーブン・チン判事                                               | 2エピソード  |
| 1999        | ダーマ&グレッグ Dharma & Greg                                        | アル                                                                 | 1エピソード  |
| 1999,2002   | プロビデンス Providence                                              |                                                                      | 2エピソード  |
| 2000        | ザ・ホワイトハウス The West Wing                                     | ジョー                                                               | 1エピソード  |
| 2000        | アリー my Love Ally McBeal                                           | マイロン・オオクボ                                                   | 2エピソード  |
| 2000        | マルコム in the Middle Malcolm in the Middle                         | アイスクリームマン                                                   | 1エピソード  |
| 2000,2004   | 犯罪捜査官ネイビーファイル JAG                                       |                                                                      | 2エピソード  |
| 2003        | NIP/TUCK マイアミ整形外科医 NIP/TUCK                                 | ヒロシ博士                                                           | 1エピソード  |
| 2004        | エバーウッド 遥かなるコロラド Everwood                               | エドワード・オガタ                                                   | 1エピソード  |
| 2005        | クローザー The Closer                                                | タナカ博士                                                           | 1エピソード  |
| 2005        | NUMBERS 天才数学者の事件ファイル Numb3rs                             | アンティークディーラー                                               | 1エピソード  |
| 2006        | チャームド Charmed                                                   | ロー・パン                                                           | 1エピソード  |
| 2006        | 名探偵モンク Monk                                                    | リエンゾ判事                                                         | 1エピソード  |
| 2006        | SHARK カリスマ敏腕検察官 Shark                                       | Judge Chudacoff                                                      | 1エピソード  |
| 2006        | ボストン・リーガル Boston Legal                                      | マツムラ判事                                                         | 1エピソード  |
| 2006-2012   | ザ・ヤング・アンド・ザ・レストレス The Young and the Restless        | デニス・オカムラ                                                     | 27エピソード |
| 2007        | ER緊急救命室 ER                                                      | 医者                                                                 | 1エピソード  |
| 2008        | CHUCK/チャック Chuck                                                 | モリモト                                                             | エピソード   |
| 2009, 2016  | NCIS 〜ネイビー犯罪捜査班 NCIS: Naval Criminal Investigative Service | 証券取引委員会のベンジャミン・フランクリン                           | 2エピソード  |
| 2009        | ドールハウス Dollhouse                                               | マキドー博士                                                         | 1エピソード  |
| 2010 - 2012 | ザ・ボールド・アンド・ザ・ビューティフル The Bold and the Beautiful  | クレイトン                                                           | 3エピソード  |
| 2010, 2011  | LAW & ORDER:LA Law & Order: Los Angeles                              | ブラッドリー・ラムフォード判事                                       | 2エピソード  |
| 2011        | Hawaii Five-0                                                        | カマレイ判事                                                         | 1エピソード  |
| 2011        | リーガルに恋して Fairly Legal                                        | ジョセフ・チャン                                                     | 1エピソード  |
| 2012        | New Girl / ダサかわ女子と三銃士 New Girl                             | 判事                                                                 | 1エピソード  |
| 2016        | 24:レガシー 24: Legacy                                               | 上院議員                                                             | 1エピソード  |
| 2017        | マダム・セクレタリー Madam Secretary                                 | Choden Gyatso                                                        | 1エピソード  |
| 2017        | サバイバー: 宿命の大統領 Designated Survivor                         | 日本のオモノ タクゾウ財務大臣 Japanese Finance Minister Takuzo Omono | 1エピソード  |
| 2020        | 私の"初めて"日記 Never Have I Ever                                   | テッド・ヨシダ                                                       | 2エピソード  |
| 2020        | ダーティ・ジョン －秘密と嘘－ Dirty John                             | 精神科医                                                             | 1エピソード  |
| 2022        | ヤング・ロック Young Rock                                            | ラミントン判事                                                       | 2エピソード  |
| 2024        | アバター: 伝説の少年アン Avatar: The Last Airbender                  | 役名未定                                                             | 1エピソード  |

### テレビアニメ
- ジェム Jem （1985年）
- キャプテン・プラネット Captain Planet and the Planeteers （1991年）
- マイティ・マックス Mighty Max （1993年）
- ファンタスティック・フォー Fantastic Four （1994年 - 1996年）
- The Real Adventures of Jonny Quest （1996年 - 1997年）
- Extreme Ghostbusters （1997年）
- スーパーマン Superman: the Animated Series （1999年）
- バットマン・ザ・フューチャー Batman Beyond （1999年 - 2000年）
- ゴジラ ザ・シリーズ Godzilla: The Series（1999年） - 日本タンカー船員[1]
- スペース・レンジャー バズ・ライトイヤー Buzz Lightyear of Star Command （2000年）
- Heavy Gear: The Animated Series （2001年）
- ビリー&マンディ Grim & Evil （2001年）
- ジャスティス・リーグ Justice League （2001年）
- ハウス・オブ・マウス House of Mouse （2001年 - 2002年）
- サムライジャック Samurai Jack （2001年 - 2003年）
- リロ・アンド・スティッチ・ザ・シリーズ Lilo & Stitch: The Series （2004年 - 2005年）
- アバター 伝説の少年アン Avatar: The Last Airbender （2005年）
- キム・ポッシブル Kim Possible （2005年）
- ヘルボーイ アニメイテッド ソード・オブ・ストームス Hellboy Animated: Sword of Storms （2006年）
- スペクタキュラー・スパイダーマン The Spectacular Spider-Man (2008)
- おさるのジョージ Curious George (2009年 - 2021年)
- Sex Tax: Based on a True Story (2010年)
- ザ・ペンギンズ from マダガスカル The Penguins of Madagascar (2011年)
- スクービー・ドゥー Scooby-Doo! Mystery Incorporated (2012年)
- ライオン・ガード The Lion Guard (2019年)
- マーベル ヒット・モンキー Hit-Monkey (2021年)
- BLUE EYE SAMURAI/ブルーアイ・サムライ Blue Eye Samurai (2024年)

### 劇場アニメ
- リセス ぼくらの夏休みを守れ! Recess: School's Out（2001年）

### OVA
- アラジン完結編 盗賊王の伝説 Aladdin and the King of Thieves (1996年）

### ゲーム
- スパイダーマン3 Spider-Man 3 （2007年）